# 静岡市教育委員会
静岡市教育委員会（しずおかしきょういくいいんかい）は、静岡県静岡市清水区旭町6番8号に拠点を置く、静岡市の組織。静岡市内の教育に関連した調査などを行う行政委員会である。2025年4月現在の教育長は中村百見。

## 概要
組織は教育総務課・教職員課・教育施設課・学校教育課・学事課・学校給食課ほか、業務によって課などに分けられている。教育委員会会議の開催のほか、いじめへの対策として意識調査を実施、さらに学校の合併や新設などを行っている。

## 参考・外部リンク
- 静岡市教育委員会